# Echinothrix diadema
Echinothrix diadema is een zee-egel uit de familie Diadematidae.
De wetenschappelijke naam van de soort werd in 1758 als Echinus diadema gepubliceerd door Carl Linnaeus in de tiende editie van Systema naturae.